# Giovanni Mattioni
Giovanni Mattioni (Vigevano, 4 maggio 1870 – Terni, 27 luglio 1908) è stato un politico italiano, sindaco di Terni dal 1899 al 1900 e dal 1903 al 1905.Dopo la laurea in Giurisprudenza si dedicò alla vita politica in ambito locale divenendo due volte sindaco di Terni a cavallo del Novecento (dal 1899 al 1900 e successivamente dal 1903 al 1905).

## Biografia
Esponente di una famiglia tradizionalmente repubblicana, della media borghesia cittadina, non nobile. Il padre Vincenzo Mattioni era venuto a Terni come responsabile dei Magazzini delle Privative,e aveva fatto fortuna.

### Carriera
Dopo la nomina a vice-pretore del mandamaneto di Terni alla fine dell'Ottocento, si mise in luce sia professionalmente che politicamente come esponente del gruppo repubblicano. Si dimise da vice-pretore nel 1894. Poco dopo fu eletto, da una base elettorale ancora molto esigua, sindaco di Terni. Giovanni Mattioni fu anche direttore della Banca Cooperativa di Terni, con sede in Piazza Vittorio Emanuele (oggi Piazza della Repubblica). Fu inoltre consigliere della provincia dell'Umbria.
Mattioni fu particolarmente attivo nello sviluppo dell'istruzione e la lotta all'analfabetismo tra la classe operaia a Terni. Lo troviamo spesso presente in iniziative legate alla scuola. Nel 1901, insieme al preside del Regio Istituto Tecnico prof. Luigi Corradi si fa promotore della costituzione a Terni di un comitato della Società Dante Alighieri.
A Terni si ricorda la notevole residenza di Villa Mattioni, ora Giubilei, fatta costruire dallo stesso Giovanni Mattioni, adiacente alla vasta area residenziale di Villa Fongoli, a suggellare una vicenda esistenziale che vide lo svolgersi di una singolare amicizia e fratellanza massonica tra Lodovico Fongoli (1870-1947), presidente della agenzia cittadina della Banca d'Italia, e Giovanni Mattioni, entrambi avvocati, entrambi impegnati nella vita pubblica, Lodovico Sindaco di Papigno, Giovanni per due volte Sindaco di Terni, una amicizia che sarà interrotta soltanto dalla morte prematura di Giovanni. La villa è caratterizzata dalle decorazioni pittoriche di inizi del Novecento, opera dell'allora giovane pittore reatino Antonino Calcagnadoro (1876-1935).
Morì a Terni nel 1908.